# Wilhelm Nikolai Böhtlingk
Wilhelm Nikolai Böhtlingk (russisch Вильгельм Никола́й Бётлингк; * 27. März 1809 in Sankt Petersburg; † 8. Juni 1841 ebenda) war ein deutschbaltischer Quartärgeologe und Geomorphologe.

## Leben

### Privatleben und Ausbildung
Er kam als Sohn von Nikolaus Diedrich Böhtlingk (1773–1839) und Maria Wilhelmine Strahlborn (1780–1850) in Sankt Petersburg im Russischen Kaiserreich zur Welt und hatte sieben Geschwister; einer seiner Brüder war der bekannte Sprachwissenschaftler und Indologie Otto von Böhtlingk. Die Familie gehörte zur sprachlichen Minderheit der Deutsch-Balten; die Mutter beispielsweise stammte aus Narwa, das im Gouvernement Sankt Petersburg unmittelbar an der Grenze zum Gouvernement Estland lag. Die Vorfahren der Familie waren 1713 aus Lübeck eingewandert. Böhtlingk studierte zwischen 1828 und 1833 Militärwissenschaft an der Kaiserlichen Universität Dorpat und schloss als Kandidat der Wissenschaften ab.
In Anbetracht dessen, dass sein Bruder Otto erst 1888 die russische Staatsbürgerschaft annahm, ist davon auszugehen, dass Wilhelm – der 47 Jahre zuvor starb – sie nicht besaß.

### Berufliche Karriere
Böhtlingk war als Adjunkt bei der Kaiserlich-russischen Akademie der Wissenschaften in Sankt Petersburg angestellt. Nachhaltige Bekanntheit erlangte er vor allem durch eine Forschungsreise, die ihn zusammen mit Alexander von Schrenk im Sommer 1839 durch Lappland, Ostkarelien und durch das Großfürstentum Finnland führte. Für die Organisation zeichnete Karl Ernst von Baer verantwortlich. Es handelte sich um eine der ersten Expeditionen, die die Halbinsel Kola erreichte. Während von Schrenk sich während der Reise auf botanische Untersuchungen konzentrierte, forschte Böhtlingk zur Geologie. Sein besonderes Interesse galt dabei den sogenannten „Diluvialgebilden“ – diese Bezeichnung verwendete man damals für erratische Blöcke, Sölle, Oser, Kames, Rundhöcker, Kritzungen und ähnliches. Die Quartärforschung stand noch am Anfang und die Theorie der pleistozänen Inlandvergletscherungen zur Herleitung für die genannten Landschaftsformen hatte sich noch nicht durchgesetzt. Stattdessen kursierten eine Vielzahl teils konkurrierender, teils ineinandergreifender Erklärungsansätze.
Als erster Wissenschaftler machte Böhtlingk die Beobachtung, dass die Kritzungen radial vom nördlichen Ende des Bottnischen Meerbusens ausgehen und nicht allgemein von Norden nach Südosten orientiert sind, wie Nils Gabriel Sefström es behauptet hatte. Den gleichen Befund stellte er auch hinsichtlich der Abschleifungsrichtung von Rundhöcker fest. Unwissentlich hatte er damit einen Hinweis auf die Lokalisation eines der Nährgebiete der Weichsel-Kaltzeit (oder spezieller: des Fennoskandischen Eisschildes) gefunden. Böhtlingk war ebenso wie Sefström ein Vertreter der Schlammflut- und Rollfluttheorien, verwob sie jedoch auch mit Ansätzen der Drifttheorie. Die Kritzungsrichtungen, Erosionsspuren auf hartem Granit sowie die Abwesenheit von Sedimentgesteinen auf der Halbinsel Kola und in Finnland veranlassten ihn zu dem Gedanken, dass ein singuläres Flutereignis nicht ausreichend für diese Phänomene gewesen sei. Stattdessen postulierte er eine längere diluviale Phase mit diversen Fluten. Diese Phase begann seiner Ansicht nach mit einer plötzlichen Anhebung Skandinaviens, Finnlands und der Kola. In der Folge habe die massive Abschwemmung des Wassers, das die Region zuvor geflutet hätte, lose Erde und alte Sedimentgesteine bis an den Rand des kristallinen Grundgebirges transportiert. Vom Zentrum der Anhebung ausgehende Schlamm- und Steinströme hätten die Rundhöcker geformt. Zusätzlich seien die erratischen Blöcke durch Eisschollen transportiert worden.
Böhtlingks Ideen wurden von Roderick Murchison und Stepan Semenwitsch Kutorga (1805–1861) weiter ausgebaut und in ihren jeweiligen Argumentationen gegen die Kaltzeit-Theorie genutzt.

## Publikationen (Auswahl)
- Wilhelm Böhtlingk: Ein Blick auf die Diluvial- und Alluvialgebilde im südlichen Finnland. Eine vorläufige Uebersicht zur nachfolgenden Localbeschreibung dieser Formationen. In: Bulletin scientifique de l’Académie Impériale de Saint-Pétersbourg. Band 5, 1839, Seiten 273–294.
- Wilhelm Böhtlingk: Bericht einer Reise durch Finnland und Lappland. I. Hälfte. Reise von St. Petersburg bis Kola. In: Bulletin scientifique de l’Académie Impériale de Saint-Pétersbourg. Band 7, 1840, Seiten 107–128.
- Wilhelm Böhtlingk: Bericht einer Reise durch Finnland und Lappland. II. Hälfte. Reise längs den Küsten des Eismeeres und Weissen Meeres. In: Bulletin scientifique de l’Académie Impériale de Saint-Pétersbourg. Band 7, 1840, Seiten 191–208.
- Wilhelm Böhtlingk: Einige Verhältnisse bei dem Erscheinen der Diluvialschrammen in den scandinavischen Gebirgsländern, welche der Gletscher-Theorie des Herrn Agassiz zu widersprechen scheinen. In: Bulletin scientifique de l’Académie Impériale de Saint-Pétersbourg. Band 8, 1841, Seiten 162–166.